# Ullrich Wegerich
Ullrich Wegerich (* 1955 in Mainz) ist ein deutscher Kriminalschriftsteller.

## Leben
Wegerich studierte Soziologie und Philosophie an der Philipps-Universität Marburg und der Freien Universität Berlin. In Marburg gehörte er zu den Mitbegründern der GBAL (Grün-Bunt-Alternative Liste), der ersten grünen Hochschulgruppe an einer deutschen Universität. In Berlin promovierte er 1994 mit einer Arbeit über die Geschichtsphilosophie von Max Horkheimer.
Danach arbeitete er u. a. als Sozialarbeiter und schrieb unter mehreren Pseudonymen Western-Heftromane für Bastei Lübbe. 2005 erschien sein erster Kriminalroman Berliner Blut im Verlag Königshausen & Neumann. Es folgten Berliner Macht (2009) und Gut essen  (2013) im selben Verlag.
Außerdem veröffentlichte Wegerich Die Hexe von Shipgrave (2014) und Mein ist die Rache (2015) im Selbstverlag.

## Bibliografie
- Berliner Blut. Königshausen & Neumann, Würzburg 2005, ISBN 3-8260-3054-0.
- Berliner Macht. Königshausen & Neumann, Würzburg 2009, ISBN 978-3-8260-3985-0.
- Gut essen. Königshausen & Neumann, Würzburg 2013, ISBN 978-3-8260-5175-3.